# Гетіков Юрій Олексійович
Юрій Гетіков (рос. Юрий Алексеевич Гетиков; нар. 19 червня 1971, Гомельська область, РРФСР) — російський футболіст, півзахисник.

## Кар'єра гравця
C 1988 по 1991 грав у другій лізі чемпіонату за омський «Іртиш». У 1992 тренер сімферопольської «Таврії» Анатолій Заяєв запросив Гетікова до себе. Юрій грав у Вищій лізі України до 1993 року.
У лютому 1998 на зборах в ОАЕ зіграв товариський матч проти самарських «Крил Рад», після якого тренер Авер'янов запропонував Гетікову контракт.
У «Крилах» дебютував 11 квітня вийшовши на заміну в матчі з «Ураланом». Всього в чемпіонаті зіграв 8 матчів, у 7-ми з них виходив на заміну. У 1999 році перейшов у клуб Першої ліги «Газовик-Газпром», грав за нього до 2001 року. Восени того року разом з тренером Олександром Івченком поїхав до Омська, в якому грав за місцевий «Іртиш» весь сезон 2002 року. У наступному сезоні він виступав у ставропольському «Динамо». Закінчив свою кар'єру в новокузнецькій команді «Металург-Кузбас».

## Кар'єра тренера
У січні 2012 року очолив молодіжний склад омського «Іртиша». З 6 листопада 2015 року очолював ФК «Беркут» з Армянська. 27 лютого призначено тренером клубу "ТСК-Таврія".

## Досягнення
- Вища ліга чемпіонату України
  -  Чемпіон (1): 1992

- Перший дивізіон чемпіонату Росії
  -  Бронзовий призер (1): 1994